# Lille
Lille (nederlandsk: Rijsel) er en by i det nordlige Frankrig. Den er hovedstad i departementet Nord og regionen Hauts-de-France. Den ligger nær grænsen til Belgien og danner sammen med de franske byer Roubaix og Tourcoing samt belgiske byer – bl.a. Kortrijk – ét storbyområde med ca 1,7 mill. indbyggere (heraf 184.943 (1999) i selve Lille).
Lille var tidligere hovedby i grevskabet Flandern. Byen ligger på den daværende sproggrænse, og det franske og nederlandske navn er lige gamle. Byen havnede på den franske side af grænsen i 1700-tallet.
Lille har et stort universitet overført fra Douai i 1808 og et af de vigtigste kunstmuseer i Europa med flamske, nederlandske, franske og spanske mesterværker.
Lille har gode jernbane- og vejforbindelser til både Paris og udlandet, bl.a. højhastigheds togforbindelse til Paris på godt 1 time og til London på ca. 1 time og 40 min.
Byen har flere gange lagt asfalt til en etape i cykelløbet Tour de France.

## Uddannelse
- Université Lille Nord de France er det største og ældste (oprettet 1562) universitet i Lille.
- E-Artsup er et fransk ekspert-institut.
- École Centrale de Lille er et fransk ingeniør-institut.
- EPITECH er et fransk ekspert-institut.
- EDHEC Business School.
- ESME Sudria er et fransk ingeniør-institut.
- IESEG School of Management.
- SKEMA Business School.